# سیارک ۱۵۵۶۳
سیارک ۱۵۵۶۳ (به انگلیسی: 15563 Remsberg، نامگذاری:2000GG48) پانزده هزار و پانصد و شصت و سومین سیارک کشف شده‌است که در ۵ آوریل ۲۰۰۰ کشف شد.
قدر مطلق سیارک برابر ۱۶.۲ است.